# Dino Morelli
Dino Morelli (ur. 6 czerwca 1973 roku w Ballymoney) – brytyjski kierowca wyścigowy.

## Kariera
Morelli rozpoczął karierę w wyścigach samochodowych w 1990 roku od startów w Festiwalu Formuły Ford, gdzie ukończył wyścig na 22 pozycji. W późniejszych latach pojawiał się także w stawce Brytyjskiej Formuły Ford, Formuły Opel Lotus Euroseries, Brytyjskiej Formuły 3, Grand Prix Makau, Formuły 3000, Włoskiej Formuły 3, Brytyjskiej Formuły 3000, Włoskiej Formuły 3000 oraz Sports Racing World Cup.
W Formule 3000 Brytyjczyk startował w latach 1995, 1997-2001. Jedynie w sezonie 1997 zdobywał punkty. W ciągu czterech wyścigów, w których wystartował, raz stanął na podium. Uzbierane sześć punktów dało mu 12. miejsce w końcowej klasyfikacji kierowców.